# Telefassa
Telefassa zwana także Agriope (gr. Τηλεφασσα) - królowa fenicka w mitologii greckiej. Przez niektóre źródła jest uznawana za córkę boga rzeki Nil (Nejlosa). Była żoną Agenora oraz matką Kadmosa, Europy, Fojniksa i Kiliksa. Wyruszyła wraz z Kadmosem na poszukiwanie Europy i w trakcie tych poszukiwań zmarła z wyczerpania. Syn pochował ją w Tracji. 